# Alessandro Degasperi
Alessandro Degasperi (Trento, 23 novembre 1980) è un triatleta italiano specializzato nelle lunghe distanze del circuito Ironman (3,860 km di nuoto, 180,260 km di bici e 42,195 km di corsa).
Due volte vincitore dell'Ironman più duro del circuito, Lanzarote (2015 e 2018), è al 2018 uno dei triatleti italiani più conosciuti al mondo.
Nel 2017 è stato insignito dal CONI con la medaglia di bronzo per meriti sportivi.

## Biografia
Alessandro Degasperi è specializzato nelle lunghe distanze del circuito Ironman (3,860 km di nuoto, 180,26 km di ciclismo e 42,195 km di corsa).
Iniziò a praticare Triathlon in modo agonistico a 15 anni, allenandosi principalmente nella Val di Fiemme, dove risiede, e in altre località meno fredde nei periodi invernali. Si allenava presso il Centro Sportivo di Predazzo e a Trento con il programma UNI.Team (CUS Trento). Esordì ufficialmente nel 1996, vincendo il titolo italiano nella categoria Allievi con la squadra della Dolomitica Nuoto, allenata dal coach Alberto Bucci.
Dal 1996 al 2006 fece parte della Nazionale italiana con cui partecipç ad europei e mondiali, diventando campione europeo di Winter Triathlon nel 2005. Alcuni infortuni ne condizionarono la carriera dal 2007, quando si dedicò alle gare senza scia e alle distanze più lunghe ottenendo risultati come i podi ai Campionati Europei di Ironman 70.3 (2007-2008 e 2013), la vittoria nel 2012 all’Ironman 70.3 di Salisburgo e vari piazzamenti nelle prime posizioni (tra cui 3 volte secondo all’Ironman 70.3 Italy).
Dopo la laurea in economia politica e il suo matrimonio, esordì nel 2014 sulla lunga distanza Ironman, piazzandosi 5º nel super partecipato Campionato Europeo di Francoforte. Una caduta durante il 70.3 di Zell am See ne condizionò il resto dell'anno, obbligandolo ad interrompere la stagione per un'operazione alla spalla ad inizio 2015. Al suo rientro, dopo 9 mesi dall'infortunio, riuscì nell'impresa di vincere l'Ironman di Lanzarote, gara considerata la più dura di tutto il circuito IM. Nello stesso anno, salì sul podio sia all'Ironman di Zurigo che in quello di Maiorca, grazie a due frazioni di corsa sotto le 2h50'.
Dopo aver vinto il Challenge Forte Village battendo il campione europeo in carica Filip Ospalý, nel 2016 si qualificò all'Ironman World Championship con il 20º posto, stesso risultato ottenuto anche nel 2017. Nello stesso anno conquistò tre secondi posti tra cui quelli negli Ironman di Lanzarote e Nizza. Nel 2018 un nuovo infortunio lo costrinse al ritiro dall'Ironman World Championship di Kona.

## Risultati
Statistiche aggiornate al 2018
2002
- 3º U23 European Championship
- 7º U23 World Championship

2004
- 9º World Cup, Hamburg (GER)
- 1° Sanremo Olympic Triathlon

2005
- 10º World Cup, Corner Brook (CAN)
- 13º European Championship, Losanna (SUI)
- Winter Triathlon European Champion
- XTERRA Italian Champion
- Silver Medal Italian Champs

2006
- 13º European Championship, Autun (FRA)

2007
- 2º Ironman 70.3 European Championship
- Silver Medal Italian Champs
- 1º World Cup Winter Triathlon Freudenstadt (GER)

2008
- 2º Ironman 70.3 European Championship
- Silver Medal Italian Champs
- Silver Medal Italian Champs
- XTERRA Italian Champion

2009

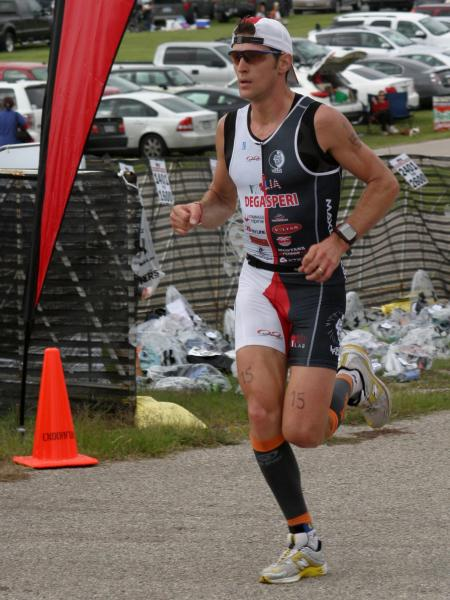
Longhorn 2009

- 3º Ironman 70.3 Switzerland & Texas

2011
- 10º Ironman 70.3 World Championship – Las Vegas (USA)
- 2º Ironman 70.3 Italy & 5i50 Darmstadt
- 3º Ironman 70.3 South Africa
- 4º Ironman 70.3 St. Poelten & 5i50 Liverpool
- 5º Ironman 70.3 San Juan e St. Croix

2012
- 1º Ironman 70.3 Austria – Zell Am See
- 2º Ironman 70.3 Italy
- 3º Triathlon Long Distance Alpe d’Huez, Ironman 70.3 Sri Lanka e 5i50 Zurigo
- 4º IM 70.3 St. Poelten, Singapore, St. Croix, Lanzarote
- 14º Ironman 70.3 World Championship – Las Vegas (USA)
- 1° Sanremo Olympic Triathlon

2013
- 2º Challenge Rimini
- 2º Ironman 70.3 Italy
- 3º Ironman 70.3 European Championship
- 3º Ironman 70.3 Austria – Zell am See

2014-2015
- 1º Club La Santa Ironman Lanzarote
- 3º Ironman Zurich
- 3º Ironman Mallorca
- 1º Challenge Forte Village Sardinia
- 5º Ironman European Championship

2016
- 3º Challenge Forte Village Sardinia
- 20º Ironman World Championship Kona
- 2º Triath’Long International Côte de Beauté – Royan
- 1º Grado Olympic Triathlon
- 3º Ironman Austria
- 1º 5i50 Ironman Italy
- 5º Ironman 70.3 Barcelona
- 9º Ironman 70.3 Mallorca
- 7º Ironman 70.3 Buenos Aires
- 7º Ironman South Africa

2017
- 11º Challenge Forte Village Sardinia
- 20º Ironman World Championship Kona
- 2º Ironman France
- 2º Ironman 70.3 Edinburgh
- 2º Club La Santa Ironman Lanzarote

2018
- 1º Club La Santa Ironman Lanzarote
- 7º Ironman South Africa